# Malanik
Malanik (biał. Малянік; ros. Маленик, Malenik) – wieś na Białorusi, w obwodzie homelskim, w rejonie kormańskim, w sielsowiecie Karoćki.
26 kwietnia 1986 wieś została skażona opadem radioaktywnym z Czarnobylskiej Elektrowni Jądrowej.